# Oğuzhan Aydoğan
Oğuzhan Aydoğan (* 4. Februar 1997 in Marl) ist ein deutsch-türkischer Fußballspieler.

## Karriere

### Verein
Aydoğan begann seine Fußballkarriere in seiner Heimatstadt beim TSV Marl-Hüls. Im Alter von 11 Jahren wechselte er in die Jugendabteilung des FC Schalke 04. 2014 schloss er sich der U-19 von Borussia Dortmund an. Mit Dortmund wurde er in der Saison 2015/16 deutscher A-Jugendmeister. Für eine Ablösesumme in Höhe von 200.000 Euro wechselte er von dort zu Beşiktaş Istanbul. Dort kam er im türkischen Pokal am 26. Januar 2017 beim 1:1 gegen Kayserispor zu seinem ersten Einsatz, als er in der 70. Spielminute für Muhammed Enes Durmuş eingewechselt wurde. Zur Saison 2017/18 wurde Aydoğan an den deutschen Drittligisten Karlsruher SC verliehen. Dort kam er am 26. August 2017, dem 6. Spieltag, beim 1:1 gegen den Halleschen FC zu seinem ersten Einsatz, als er in der 80. Spielminute für Marc Lorenz eingewechselt wurde. Es blieb bei diesem einen Profieinsatz für den KSC: Nach anhaltenden Knieproblemen wurde die Leihe im Januar 2018 vorzeitig beendet. Aydoğan kehrte nach Istanbul zurück und spielte anschließend für dessen U-21.
Zur Spielzeit 2020/2021 schloss Aydoğan sich Alemannia Aachen an, welche zu dem Zeitpunkt in der Regionalliga West spielten. Hier kam er auf insgesamt 22 Einsätze in der Liga und erzielte dabei 5 Treffer. Mit der Mannschaft erreichte er auch das Finale im Mittelrheinpokal 2020/21, welches jedoch gegen Viktoria Köln verloren wurde. Nach einer Spielzeit trennten sich die Wege, so war Aydoğan in der Folge vereinslos. Im August 2021 schloss sich Aydoğan Ankaraspor in der TFF 2. Lig an. 

### Nationalmannschaft
Aydoğan absolvierte Spiele für die deutsche U-15 Nationalmannschaft sowie für die deutsche U-16. Mit der deutschen U-17 spielte er unter anderem bei der U-17-EM 2014 in Malta in den Partien gegen die Schweiz und Schottland und schied mit der Mannschaft in der Vorrunde aus.